# Shinya Makabe

a Compétitions nationales et continentales officielles uniquement.

b Matchs officiels uniquement.
Dernière mise à jour le 22 février 2022.
Shinya Makabe (真壁伸弥, Makabe Shinya), né le 26 mars 1987 à Sendai (Japon), est un joueur de rugby à XV international japonais évoluant au poste de deuxième ligne. Il évolue l'essentiel de sa carrière professionnelle avec les Suntory Sungoliath en Top League entre 2009 et 2019. Il mesure 1,92 m pour 118 kg.

## Carrière

### En club
Shinya Makabe a commencé par évoluer en championnat japonais universitaire avec son club de l'Université Chūō entre 2005 et 2009.
Il a ensuite fait ses débuts professionnels en 2009 avec le club des Suntory Sungoliath situé à Fuchū et qui évolue en Top League. Avec cette équipe, il joue son centième match en octobre 2017. Il obtient un important palmarès avec ce club, qui comporte quatre titres de Top League et trois de All Japan Championship.
Il rejoint en 2016 la nouvelle franchise japonaise de Super Rugby : les Sunwolves. Il joue trois saisons avec cette équipe, et dispute treize rencontres.
Il prend sa retraite sportive en 2019, après dix ans avec les Sungoliath,.

### En équipe nationale
Shinya Makabe joue avec la sélection japonaise des moins de 19 ans en 2006, disputant la Coupe du monde de cette catégorie.
Il obtient sa première cape internationale avec l'équipe du Japon le 21 novembre 2009 à l’occasion d’un match contre l'équipe du Canada à Tokyo.
Il fait partie du groupe japonais choisi par Eddie Jones pour participer à la Coupe du monde 2015 en Angleterre,. Il dispute les trois matchs de cette compétition, contre l'Afrique du Sud, l'Écosse et les États-Unis.
Il joue son dernier match avec le Japon le 23 juin 2018, contre la Géorgie à Toyota.

## Palmarès

### En club
- Vainqueur du All Japan Championship en 2011, 2012 et 2013.
- Finaliste du All Japan Championship en 2015.

- Champion de Top League en 2012, 2013, 2017 et 2018.
- Finaliste de Top League en 2011, 2014 et 2019.

### En équipe nationale
- 37 sélections.
- 20 points (4 essais).
- Participations à la Coupe du monde 2015 (3 matchs).
- Vainqueur du championnat d'Asie en 2010, 2012, 2013, 2014 et 2015.